# 埃里希·波默

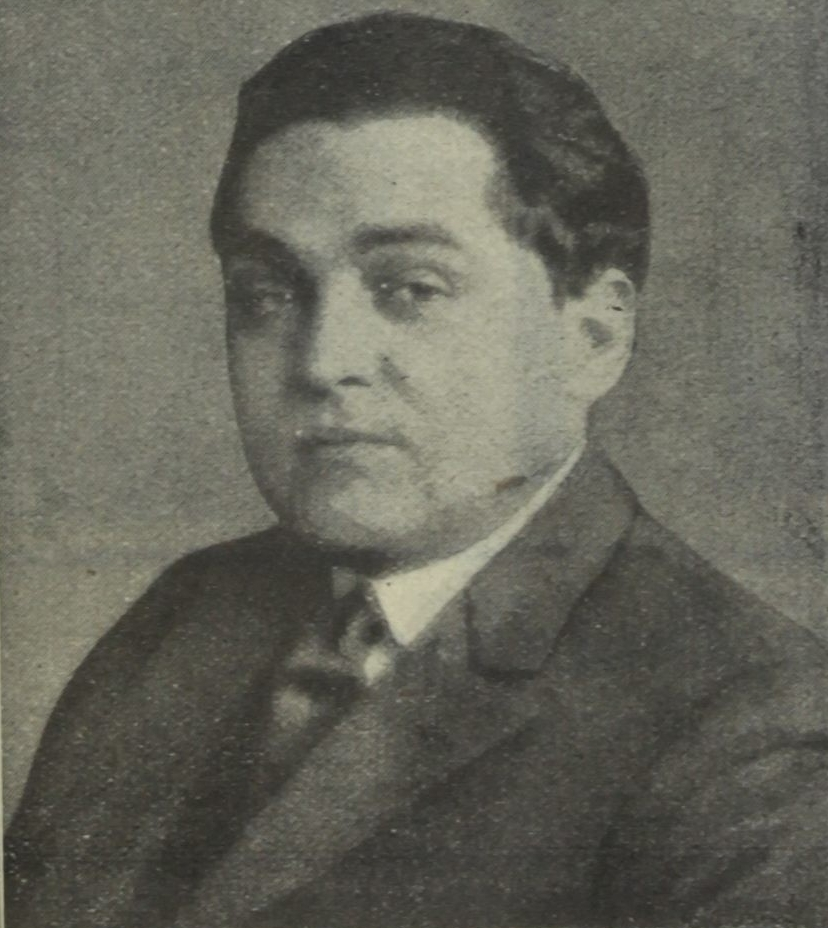
埃里希·波默，约1925年

埃里希·波默（德語：Erich Pommer；1889年7月20日—1966年5月8日）是著名的德国电影制片人 。在1924年至1926年的德国表现主义电影运动中，埃里希·波默参与了多部在当时十分知名的电影的拍摄，如《卡里加里博士的小屋》（1920年）《玩家马布斯博士》（1922年）《尼伯龙根》（1924年）《米夏埃尔》（1924年）《最卑贱的人》（1924年）《伪善者》（1926年）、《浮士德》（1926年）《大都会》（1927年）和《蓝天使》）（1930年）。在第二次世界大战期间，埃里希曾在美国流亡。战争结束后，他回到了德国。

## 早年生活以及早期事业
波默出生在德国汉诺威省的希尔德斯海姆。波默的父亲名为古斯塔夫·波默（Gustav Pommer），母亲则叫安娜（Anna）。起初，波默在一家名为Herrenkonfektion Machol & Lewin的公司实习，实习完后，他开始了自己的电影事业。1907年，波默进入了高蒙電影公司在柏林的分公司。1910年，波默接管了高蒙公司在维也纳的子公司。1912年，波默结束了兵役，并进入了一家名为埃克莱尔（Éclair）的法国照相机公司。随后，公司委派波默进入了维也纳的分公司，这家分公司主要负责中欧和东欧的业务。从1913年起，波默被委任为公司在中欧的总代表，具体负责丹麦、瑞典、挪威和波兰，波默则常驻在柏林。同年，他与格特鲁德·莱维（Gertrud Levy）结婚并且进入了埃克莱尔的子公司，维也纳电影公司。随后，在波默的管理下，公司开始拍摄一些故事片电影。
1915年，波默在柏林建立了德国埃克莱尔电影和电影摄影机有限公司（Deutsche "Eclair" Film- und Kinematographen-GmbH），简称德克拉（Decla）。德克拉电影公司主要拍摄制作冒险侦探电影、戏剧、社会片以及一些系列短片。波默曾在第一次世界大战时服役于西欧和东欧战线。但由于波默在战斗中负伤，他于1916年提前返回柏林。返回柏林后，波默开始负责一些影片和图片的补法工作。1919年后，德克拉电影公司与迈纳特电影公司（Meinert-Film-Gesellschaft）合并，公司名称依旧为德克拉电影公司。原迈内特电影公司的负责人鲁道夫·迈纳特负责电影的拍摄于发行，而波默则负责国外业务。这次的合并使得德克拉电影公司变得野心勃勃。
随后，德克拉电影公司又与德国的比奥斯科普公司（Bioskop AG）合并成为了德克拉-比奥斯科普电影公司（Decla Bioskop AG），这次的合并使得德克拉-比奥斯科普电影公司成为了仅次于环球电影公司的德国第二大电影公司。德克拉-比奥斯科普电影公司拥有一家位于新巴伯尔斯贝格的电影工作室和一家电影院，并且建立了两个子公司：乌科电影公司（Uco-Film GmbH）和鲁索电影公司（Russo Films）。在1922年的一次访问中，波默表示德国电影在国际上大受好评是因为德国电影的高品质与高质量。
1921年11月，波默带领公司的董事（卡尔·弗勒利希和弗里茨·文德豪森）、编剧（特娅·冯·哈尔博、卡尔·迈尔和罗伯特·利布曼）、摄影师（卡尔·弗罗因德、卡尔·霍夫曼和维利·哈迈斯特）、建筑师（瓦尔特·勒里希和罗伯特·黑尔特）以及男女演员将一齐加入到环球电影公司，但他们依然拥有拍摄电影的自主权。
1923年初，波默加入了环球电影公司的执行委员会。同年，波默成为了德国电影行业领导组织（Spitzenorganisation der Filmwirtschaft）的第一任主席。在当时，许多知名作家都在为电影改编剧本，电影公司也多拍摄一些高成本的大制作电影，例如《最卑贱的人》（1924年）、《浮士德》（1926年）和《曼侬·莱斯科》（1926年）。但是由于当时德国通货膨胀严重，这些高成本电影导致环球电影公司经济上出现困难。最后，由于成本过高（当年的成本为600万德国马克），波默没有和环球电影公司续签合同。
而后，波默来到了美国为派拉蒙电影公司工作，期间，他拍摄了《帝国饭店》（1927年）和《铁丝网》（1927年）这两部由波拉·内格里主演的的电影。后来，波默又在米高梅电影公司工作了一段时间，然后他在1927年回到了环球电影公司。回到德国后，波默带来了美国先进的电影拍摄技术，并拍摄制作了《回家》（1928年）和《匈牙利狂想曲》（1928年）这两部电影。波默也是制作多语言电影的先驱者，他曾于1929年在柏林拍摄完成电影《心之旋律》，并为其制作了英文版、法文版、匈牙利文版和无声版。在接下来的几年里，由波默拍摄制作的电影大多都取得了不错的票房成绩，由玛莲娜·迪特里茜所主演的电影《蓝天使》（1930年）更是取得了在当时不多见的票房佳绩。

## 流亡时期与战后回国
在1933年纳粹党取得政权的最初几个月里，环球电影公司废除了与波默的合同，波默被迫去国外寻找工作。他来到巴黎并加入了的二十世紀福斯電影公司。在此期间，波默拍摄制作了电影
《被偷的男人》（1933年）和《利力姆》（1934年）。1936年，波默开始在英国为著名导演亚历山大·科达工作。1937年，他与演员查尔斯·劳顿成立了五月花电影公司（Mayflower Picture Corp）。公司的第一部电影是拍摄于1938年的《愤怒之器》，这是波默首次尝试导演影片。同年，波默又制作了由蒂姆·蕙兰主演并由查尔斯·劳顿导演的电影《伦敦的人行道》。1939年，波默再次与劳顿合作拍摄了电影《牙买加旅店》。
同年，波默与好莱坞的雷电华电影公司（RKO Radio Pictures）签约。但是因为波默在1941年患上了严重的心脏病（在同年他心脏病发作），所以他决定不与雷电华电影公司续签合同。因为波默停止工作的原因，他的经济变得十分拮据，波默的妻子被迫在一个瓷器厂工作。1944年，波默决定加入美国籍。
1946年，波默返回了战后的德国，并且负责一个为重建德国电影制片厂所设立的监督小组。1949年，波默辞去了其监督小组的职务并回到了美国。在美国，他曾打算拍摄一部关于在美德国人的电影，但是没有成功。
1951年，他开始为慕尼黑洲际电影公司（Intercontinental Film GmbH）工作，并制作了《夜路》（1951年）和《孩子、母亲和将军》（1955年）这两部电影。后来，波默因为身体健康问题，不得不告别了他的电影职业生涯。
1966年，波默死于美国加利福尼亚州的洛杉矶。

## 所获奖项
- 1953年，电影《夜路（英语：Nights on the Road）》获得德国电影奖
- 1955年，电影《孩子、母亲和将军（英语：Children, Mother, and the General）》获得环球最佳影片奖
- 1956年，电影《孩子、母亲和将军》获得UCC最佳电影奖

## 外部連結
- 埃里希·波默在互联网电影资料库（IMDb）上的資料（英文）